# Slovenska obveščevalno-varnostna agencija
Slovenska obveščevalno-varnostna agencija (kratica SOVA) je slovenska osrednja civilna obveščevalna in varnostna služba, oblikovana po mednarodnem priznanju samostojne in suverene države Slovenije, ki varuje nacionalne interese doma in v tujini. Kot vladna služba je podrejena predsedniku Vlade Republike Slovenije.

## Delovno področje
Sova je samostojna vladna služba. Svoje naloge opravlja na podlagi zakona in v skladu s prednostnimi nalogami, ki jih določi vlada na podlagi nacionalnovarnostnega programa, sprejetega v Državnem zboru.
Zakon o Sovi v 2. členu opredeljuje tri osnovne naloge agencije:
1. pridobivanje podatkov;
2. vrednotenje podatkov;
3. posredovanje informacij iz tujine ali v povezavi s tujino.

Delovno področje agencije zajema obveščevalno, protiobveščevalno in varnostno razsežnost delovanja.
Med njene temeljne naloge sodi delovanje pri zaščiti nacionalnih interesov na varnostnem, političnem in gospodarskem področju oziroma zagotavljanje nacionalne varnosti. Temu je prilagojena tudi organizacijska struktura agencije. Delokrog in pristojnosti agencije, oblike sodelovanja z drugimi državnimi organi ter uveljavljene oblike nadzora.
Na obveščevalnem področju gre za pridobivanje podatkov iz tujine, pomembnih za zagotavljanje varnostnih, političnih in gospodarskih interesov države. Ker učinkovite obveščevalne dejavnosti ni mogoče izvajati brez protiobveščevalne podpore in obratno, se obveščevalno in protiobveščevalno delo v agenciji prepletata tudi na področju pridobivanja podatkov o organizacijah, skupinah in osebah, ki s svojo dejavnostjo iz tujine ali v povezavi z njo ogrožajo ali bi lahko ogrozile nacionalno varnost države in njeno ustavno ureditev.
Varnostna dejavnost agencije poteka v sodelovanju s pristojnimi državnimi organi in službami, predvsem tistimi, katerih osnovna dejavnost je skrb za varnostne zadeve v državi. Omenjeno sodelovanje je še zlasti pomembno pri varnostnem preverjanju in posredovanju podatkov, pomembnih za varnost določenih oseb, delovnih mest, organov, objektov in okolišev. Vendar je treba pri tem poudariti, da agencija tovrstne podatke pridobiva pri izvrševanju svojih nalog, s pridobivanjem podatkov iz tujine ali v povezavi z njo.
Pri opravljanju nalog iz 2. člena ZSOVA agencija sodeluje oziroma izmenjuje podatke tudi s tujimi obveščevalnimi in varnostnimi službami ter tako prispeva k zagotavljanju nacionalne in mednarodne varnosti.
Agencija o svojih ugotovitvah obvešča predsednika vlade, kadar gre za zadeve iz njihove pristojnosti, pa še predsednika republike, predsednika državnega zbora in pristojne ministre, pristojna ministrstva in druge organe državne uprave, ki jim posreduje tudi podatke z njihovega delovnega področja, da bi lahko predlagali oziroma sprejeli določene ukrepe. Državni organi so na zahtevo agencije slednji dolžni posredovati podatke in informacije, pomembne za izvajanje njenih nalog.

## Nadzor nad delom SOVE
V demokratičnih državah je delovanje varnostnih in obveščevalnih služb stalno nadzorovano, zlasti z vidika varovanja človekovih pravic in temeljnih svoboščin ter zakonitosti in strokovnosti njihovega dela. Tudi Republika Slovenija je del skupnosti demokratičnih držav, zato je delovanje njenih obveščevalnih in varnostnih služb pod drobnogledom več ustanov.
Sovo pri njenem delu nadzorujejo: varuh človekovih pravic, vrhovno sodišče, pristojna komisija državnega zbora, vlada, računsko sodišče in proračunska inšpekcija, javnost in informacijski pooblaščenec. Poleg zunanjih oblik je v agenciji zagotovljen tudi notranji nadzor.
Varuhu človekovih pravic, ki je pristojen za varovanje človekovih pravic in temeljnih svoboščin v razmerju do državnih organov, morajo slednji, med njimi tudi Sova, na njegovo zahtevo zagotoviti vse podatke in informacije iz njegove pristojnosti in mu omogočiti izvedbo preiskave.
Sodni nadzor izvaja predvsem predsednik Vrhovnega sodišča, ki s pisno odredbo dovoljuje izvajanje posebnih oblik pridobivanja podatkov, opredeljenih v ZSOVA. Agencija je dolžna predsednika Vrhovnega sodišča obvestiti o prenehanju uporabe posebnih oblik pridobivanja podatkov.
Pristojna komisija Državnega zbora izvaja nadzor nad agencijo v skladu z Zakonom o parlamentarnem nadzoru obveščevalnih in varnostnih služb. Posebne pristojnosti ima komisija pri nadzorovanju zakonitosti uporabe posebnih oblik pridobivanja podatkov, saj ima vpogled v dokumentacijo o uporabi le-teh, lahko pa si ogleda tudi naprave in prostore, ki jih agencija pri tem uporablja. Komisija izvaja nadzor tudi z obravnavo celovitega poročila o delu in finančnem poslovanju agencije v preteklem letu in programa dela za tekoče leto. Oba dokumenta ji v obravnavo predloži Vlada Republike Slovenije. Agencija vsake štiri mesece, po potrebi pa tudi zunaj tega roka, komisiji poroča o izvrševanju svojih splošnih dejavnosti.
Vlada opravlja strokovni nadzor nad delom Sove s spremljanjem njenih aktivnosti in rezultatov dela. Agencija o svojih ugotovitvah obvešča predsednika vlade, kadar gre za zadeve iz njihove pristojnosti pa tudi predsednika republike, predsednika državnega zbora in pristojne ministre. Podatke o svojih ugotovitvah agencija posreduje tudi pristojnim ministrstvom ter drugim organom državne uprave, da bi ti lahko za izvrševanje svojih zakonitih pristojnosti predlagali ali sprejeli določene ukrepe. Agencija pripravlja informacije in analize s svojega delovnega področja tudi za potrebe Sveta za nacionalno varnost in delovnih teles državnega zbora za izvajanje nalog z njihovega delovnega področja.
Nadzor porabe proračunskih sredstev Sove opravljata proračunska inšpekcija ministrstva za finance in računsko sodišče. Proračun agencije je javen.
Nadzor javnosti ni posebej opredeljen, izraža pa se predvsem v javnem mnenju o agenciji, medijski odmevnosti njenega dela in komentarjih javnosti na nekatere njene postopke. Tudi spletna stran omogoča vpogled javnosti v delo Sove.
Temeljna naloga notranjega nadzora je ugotavljanje, ali so bili na ustrezen način izvedeni in dokumentirani vsi postopki, ki jih določajo zakon, podzakonski akti in druga navodila.

## Strategija razvoja
Na dan Sove, 17. junija 2019, je direktor agencije Rajko Kozmelj podpisal Strategijo razvoja Slovenske obveščevalno-varnostne agencije kot deležnika obveščevalno-varnostne skupnosti v Republiki Sloveniji.

## Zgodovina
Svoj današnji naziv – Slovenska obveščevalno-varnostna agencija je agencija dobila 17. junija 1993, predhodno pa je bila znana kot Varnostno informativna služba.
Decembra leta 2022 je SOVA po namigih tujih obveščevalnih služb odkrila dva ruska vohuna, ki sta se predstavljala kot argentinska državljana Maria Rosa Mayer Muños in Ludwik Gisch, katerih persono sta gradila več kot 10 let in sta Slovenijo uporabljala kot bazo za delovanje tudi in okoliških državah. Po prisluškovanju in sledenju so odkrili, da je družina in podjetji osumljencev le krinka, njuni pravi imeni sta Ana Dulceva in Artem Dulcev. V Sloveniji je bila njuna glavna tarča evropska Agencija za sodelovanje energetskih regulatorjev, v tujini pa sta vodila druge agente. Pomemben del njune naloge je bilo zmanjševanje javne podpore zvezi NATO in širjenje ruskih narativov ter dezinformacij. Vohuna sta bila obsojena na zaporno kazen, po kateri sta bila izgnana in vključena v izmenjavi za različne osebe zaprte v Rusiji. Hkrati je SOVA po ruski invaziji na Ukrajino leta 2022 spremljala porast števila nenavadno starih ruskih »študentov«, osem od katerih je bilo kasneje zaradi širjenja ruske propagande in impersoniranja slovenskih uradnikov tudi izgnanih.

## Direktorji SOVE
- Miha Brejc (1990 - 1993)
- Janez Sirše (1993)
- Silvan Jakin (1993)
- Drago Ferš (1993 - 1999)
- Tomaž Lovrenčič (01.2000 - 01.06.2002)
- Iztok Podbregar (01.06.2002 - 01.10.2006)
- Matjaž Šinkovec (01.10.2006 - 14.09.2007)
- Andrej Rupnik (14.09.2007 - 22.7.2010)
- Sebastjan Selan[5] (22.7.2010 - 10.2.2012)
- Damir Črnčec[6] (10.2.2012 - 21.03.2013)
- Stane Štemberger (21.03.2013 - 22.10.2014)
- Andrej Oček (22.10.2014 - 27.11.2014)
- Zoran Klemenčič (27.11.2014 - 28.09.2018)
- Rajko Kozmelj (28.09.2018 - 14.04.2020[7])
- Janez Stušek (14.04.2020 - 01.06.2022)
- Joško Kadivnik (02.06.2022[8] - )